# Willi Schur
Willi Paul Hugo Schur (* 22. August 1888 in Breslau; † 1. November 1940 in Berlin) war ein deutscher Schauspieler, Sänger und Regisseur. Als Filmschauspieler ließ er sich zeitweise nur als W. Schur bezeichnen.

## Leben
Frühzeitig begann er sich für die Bühnenkunst zu interessieren, sodass er nach Beendigung seiner schulischen Ausbildung bereits im Alter von 18 Jahren erste berufliche Erfahrungen auf diesem Gebiet sammelte. Zunächst als Komiker eingesetzt, folgten bald verschiedene Engagements in Norddeutschland. Bald bekam er jedoch auch Engagements in Nürnberg und schließlich in Berlin.
Hier nahm in den 1920er Jahren auch seine Karriere als Filmschauspieler ihren Anfang. Sein eigentlicher Durchbruch erfolgte jedoch erst ein Jahrzehnt später, als er vorrangig die Rollen der Schurken und Outlaws spielte und sich in diesem Segment zunehmend profilierte.
Zu den bekanntesten Filmen, in denen er als Darsteller mitwirkte, gehörten Kuhle Wampe oder: Wem gehört die Welt?, Der Hauptmann von Köpenick, die Literaturverfilmung Berlin – Alexanderplatz nach dem Roman von Alfred Döblin, Der Mann, der Sherlock Holmes war und viele andere. Er spielte ebenso in vielen Heimatfilmen mit. Willi Schur verkörperte Rollen in insgesamt mehr als 90 Filmen.
Seine Filmpartner waren unter anderem Walter Janssen, Theo Lingen, Paul Verhoeven, Camilla Horn, Paul Dahlke, Attila Hörbiger, Grethe Weiser, Curt Goetz, Bernhard Minetti, Willy Fritsch und Gustaf Gründgens.
Darüber hinaus war er auch als Regisseur tätig und war Theaterdirektor in Chemnitz.
Willi Schur verstarb 1940 in seiner Wohnung in der Künstlerkolonie am Südwestkorso 48 an Krebs und wurde auf dem Wilmersdorfer Waldfriedhof Stahnsdorf beerdigt.

## Filmografie
- 1931: Berlin – Alexanderplatz
- 1931: Der Hauptmann von Köpenick
- 1931: Wer nimmt die Liebe ernst?
- 1932: An heiligen Wassern
- 1932: Kuhle Wampe oder: Wem gehört die Welt?
- 1932: Der Sieger
- 1932: Ein steinreicher Mann
- 1932: Die unsichtbare Front
- 1932: Aus einer kleinen Residenz
- 1932: Fünf von der Jazzband
- 1932: Zigeuner der Nacht
- 1932: Es geht um alles
- 1932: Eine Stadt steht kopf
- 1933: Ein gewisser Herr Gran
- 1933: Großstadtnacht
- 1933: Salon Dora Green
- 1933: Der Stern von Valencia
- 1933: Was wissen denn Männer
- 1933: Rund um eine Million
- 1933: Rakoczy-Marsch
- 1934: Die Finanzen des Großherzogs
- 1934: Krach um Jolanthe
- 1934: Gold
- 1934: Pechmarie
- 1934: Fräulein Liselott
- 1934: Ein Mann will nach Deutschland
- 1934: Der Herr der Welt
- 1934: Ein fideles Büro
- 1934: Warum so aufgeregt?
- 1934: Die Reise ins Glück
- 1934: Nischt geht über die Gemütlichkeit
- 1934: Adam, Eva und der Apfel
- 1934: Ihr größter Erfolg
- 1934: Musik im Blut
- 1934: Der Polizeibericht meldet
- 1934: Der Doppelgänger
- 1934: Mein Herz ruft nach dir
- 1934: Die Töchter ihrer Exzellenz
- 1935: Der Außenseiter
- 1935: Ein ganzer Kerl
- 1935: Wie du mir – so ich dir (auch Regie)
- 1935: Nach dem Klingeln – Bitte drücken (auch Regie)
- 1935: Blutsbrüder
- 1935: Alle Tage ist kein Sonntag
- 1935: Ich liebe alle Frauen
- 1935: Laßt Blumen sprechen
- 1935: Alles um eine Frau
- 1935: Henker, Frauen und Soldaten
- 1935: Nur nicht weich werden, Susanne!
- 1936: Die Entführung
- 1936: Das Gäßchen zum Paradies
- 1936: Das Hofkonzert
- 1936: Ave Maria
- 1936: Weiße Sklaven
- 1936: Stadt Anatol
- 1936: Der Geheimnisvolle Mister X
- 1936: Die unmögliche Frau
- 1936: Unter heißem Himmel
- 1937: Der Mann, der Sherlock Holmes war
- 1937: Sein bester Freund
- 1937: Ruhe ist die erste Bürgerpflicht
- 1937: Der Unwiderstehliche
- 1937: Pat und Patachon im Paradies
- 1937: Die Bombenidee
- 1937: Husaren, heraus
- 1937: Die Umwege des schönen Karl
- 1937: Sein letztes Modell
- 1938: Am seidenen Faden
- 1938: Asszony a válaszúton
- 1938: Geheimzeichen LB 17
- 1938: Menschen, Tiere, Sensationen
- 1938: Napoleon ist an allem schuld
- 1938: Tanz auf dem Vulkan
- 1938: Der unmögliche Herr Pitt
- 1938: Geld fällt vom Himmel
- 1938: Gewitter im Mai
- 1938: Der Katzensteg
- 1938: Die Frau am Scheidewege
- 1938: Ihr Leibhusar
- 1938: Die unheimliche Nacht
- 1938: Am seidenen Faden
- 1938: Geheimzeichen LB 17
- 1939: Fräulein
- 1939: Irrtum des Herzens
- 1939: Kongo-Express
- 1939: Menschen vom Varieté
- 1939: Robert und Bertram
- 1939: Premiere der Butterfly (Il Sogno di Butterfly)
- 1939: Ich bin gleich wieder da
- 1939: Kennwort Machin
- 1939: Dein Leben gehört mir
- 1939: Ehe in Dosen
- 1939: Drunter und drüber
- 1940: Herz ohne Heimat
- 1940: Zwielicht
- 1940: Was wird hier gespielt?
- 1940: Tip auf Amalia